# Torneo Anual 2019 (Pomán)
El Torneo Anual Clasificatorio 2019, de Primera División de la Liga Departamental de Fútbol de Pomán. Comenzará en el primer fin de semana de julio y se extenderá hasta el mes de noviembre.
Este torneo tiene la particularidad de ser el primero oficial luego de la separación de la jurisdicción de la Liga Andalgalense de Fútbol.
Se disputará en dos zonas (una de 7 equipos y otra de 6 equipos) a dos ruedas, por el sistema de todos contra todos. El mismo otorgará un cupo al Torneo Regional Federal Amateur 2020. Mientras que el subcampeón y el mejor semifinalista clasificarán al Torneo Provincial 2020.

## Formato

### Competición
- Participan en total 13 equipos.
- El torneo se jugará en dos zonas (una de 7 equipos y la restante de 6 equipos) a dos ruedas con el sistema de Todos Contra Todos.
- Los equipos que se ubiquen en los primeros puestos en la Tabla de posiciones, clasifican a la Segunda Fase.
- En semifinales se enfrentaran el 1° de la Zona A vs. el 2° de la Zona B y viceversa. Los ganadores avanzarán a la gran Final.
- El ganador de la Final se consagrará campeón del Torneo Anual 2019 y obtendrá la plaza al Torneo Regional Federal Amateur.
- El equipo que finalice subcampeón y el mejor semifinalista, clasificarán al Torneo Provincial 2020.

## Equipos participantes
- Zona A

| # | Equipo                              | Ciudad     |
| - | ----------------------------------- | ---------- |
| 1 | Club Atlético Jorge Newbery         | Pomán      |
| 2 | Club Atlético Juan Bautista Alberdi | Mutquín    |
| 3 | Club Deportivo Independiente        | Colana     |
| 4 | Club San Lorenzo de Pomán           | Pomán      |
| 5 | Club Social y Deportivo River Unido | El Pajonal |
| 6 | Club Sportivo Unión Obrera          | Mutquín    |

- Zona B

| # | Equipo                                 | Ciudad     |
| - | -------------------------------------- | ---------- |
| 1 | Club Atlético General Navarro          | Siján      |
| 2 | Club Deportivo General Lavalle         | Colpes     |
| 3 | Club Deportivo General Manuel Belgrano | Rincón     |
| 4 | Club Deportivo San Miguel              | San Miguel |
| 5 | Club Deportivo Santa Rosa              | Siján      |
| 6 | Club Fray Mamerto Esquiú               | Saujil     |
| 7 | Club Sportivo Saujil                   | Saujil     |

## Primera Fase

### Zona A

#### Tabla de posiciones
| Pos. | Equipo                          | Pts. | PJ | PG | PE | PP | GF | GC | Dif. |
| ---- | ------------------------------- | ---- | -- | -- | -- | -- | -- | -- | ---- |
| 01.º | Independiente (Colana)          | 7    | 4  | 2  | 1  | 1  | 4  | 4  | 0    |
| 02.º | San Lorenzo de Pomán            | 6    | 4  | 1  | 3  | 0  | 9  | 5  | 4    |
| 03.º | River Unido (El Pajonal)        | 6    | 4  | 1  | 3  | 0  | 4  | 1  | 3    |
| 04.º | Jorge Newbery (Pomán)           | 5    | 3  | 1  | 2  | 0  | 8  | 4  | 4    |
| 05.º | Unión Obrera (Mutquín)          | 3    | 4  | 0  | 3  | 1  | 4  | 5  | −1   |
| 06.º | Juan Bautista Alberdi (Mutquín) | 0    | 3  | 0  | 0  | 3  | 2  | 12 | −10  |

|  | Los equipos que ocupen esta posición clasifican a la Segunda Fase |

#### Resultados
| River Unido     | 1 - 1 | Unión Obrera  | River Unido     | 6 de julio | 16:00 |
| Juan B. Alberdi | 0 - 3 | Independiente | Juan B. Alberdi | 7 de julio | 16:00 |
| Jorge Newbery   | 2 - 2 | San Lorenzo   | Jorge Newbery   | 7 de julio | 16:30 |

| Jorge Newbery | 4 - 0 | Independiente   | Jorge Newbery | 13 de julio | 16:00 |
| River Unido   | 3 - 0 | Juan B. Alberdi | River Unido   | 13 de julio | 16:30 |
| Unión Obrera  | 1 - 1 | San Lorenzo     | Unión Obrera  | 14 de julio | 16:00 |

| San Lorenzo     | 0 - 0 | River Unido   | San Lorenzo   | 20 de julio | 16:30      |
| Independiente   | 1 - 0 | Unión Obrera  | Independiente | 21 de julio | 16:15      |
| Juan B. Alberdi | -     | Jorge Newbery | Postergado    | Postergado  | Postergado |

| River Unido  | 0 - 0 | Independiente   | River Unido  | 27 de julio | 16:00 |
| Unión Obrera | 2 - 2 | Jorge Newbery   | Unión Obrera | 28 de Julio | 16:00 |
| San Lorenzo  | 6 - 2 | Juan B. Alberdi | San Lorenzo  | 28 de Julio | 16:30 |

| Juan B. Alberdi | - | Unión Obrera |  |  |  |
| Jorge Newbery   | - | River Unido  |  |  |  |
| Independiente   | - | San Lorenzo  |  |  |  |

| Independiente | - | Juan B. Alberdi |  |  |  |
| San Lorenzo   | - | Jorge Newbery   |  |  |  |
| Unión Obrera  | - | River Unido     |  |  |  |

| Juan B. Alberdi | - | River Unido   |  |  |  |
| San Lorenzo     | - | Unión Obrera  |  |  |  |
| Independiente   | - | Jorge Newbery |  |  |  |

| Jorge Newbery | - | Juan B. Alberdi |  |  |  |
| Unión Obrera  | - | Independiente   |  |  |  |
| River Unido   | - | San Lorenzo     |  |  |  |

| Juan B. Alberdi | - | San Lorenzo  |  |  |  |
| Independiente   | - | River Unido  |  |  |  |
| Jorge Newbery   | - | Unión Obrera |  |  |  |

| Unión Obrera | - | Juan B. Alberdi |  |  |  |
| River Unido  | - | Jorge Newbery   |  |  |  |
| San Lorenzo  | - | Independiente   |  |  |  |

|  |

### Zona B

#### Tabla de posiciones
| Pos. | Equipo                       | Pts. | PJ | PG | PE | PP | GF | GC | Dif. |
| ---- | ---------------------------- | ---- | -- | -- | -- | -- | -- | -- | ---- |
| 01.º | Santa Rosa (Siján)           | 7    | 3  | 2  | 1  | 0  | 7  | 2  | 5    |
| 02.º | General Navarro (Siján)      | 7    | 3  | 2  | 1  | 0  | 6  | 4  | 2    |
| 03.º | Sportivo Saujil              | 7    | 4  | 2  | 1  | 1  | 5  | 3  | 2    |
| 04.º | Fray Mamerto Esquiú (Saujil) | 5    | 4  | 1  | 2  | 1  | 9  | 6  | 3    |
| 05.º | Deportivo San Miguel         | 2    | 3  | 0  | 2  | 1  | 4  | 5  | −1   |
| 06.º | General Lavalle (Colpes)     | 2    | 4  | 0  | 2  | 2  | 5  | 8  | −3   |
| 07.º | Belgrano (Rincón)            | 1    | 3  | 0  | 1  | 2  | 4  | 12 | −8   |

|  | Los equipos que ocupen esta posición clasifican a la Segunda Fase |

#### Resultados
| Deportivo San Miguel | 2 - 2 | General Lavalle | San Miguel      | 6 de julio | 16:30 |
| Sportivo Saujil      | 0 - 1 | Santa Rosa      | Sportivo Saujil | 6 de julio | 16:30 |
| General Navarro      | 1 - 0 | Fray M. Esquiú  | General Navarro | 8 de julio | 16:30 |
| Libre: Belgrano      |       |                 |                 |            |       |

| Fray M. Esquiú              | 2 - 2 | Sportivo Saujil | Fray M. Esquiú  | 13 de julio | 16:30 |
| Santa Rosa                  | 5 - 1 | Belgrano        | Dep. San Miguel | 14 de julio | 16:15 |
| General Lavalle             | 2 - 3 | General Navarro | General Lavalle | 14 de julio | 16:30 |
| Libre: Deportivo San Miguel |       |                 |                 |             |       |

| General Navarro   | 2 - 2 | Deportivo San Miguel | General Navarro | 20 de julio | 16:30 |
| Sportivo Saujil   | 2 - 0 | General Lavalle      | Sportivo Saujil | 20 de julio | 16:30 |
| Belgrano          | 2 - 6 | Fray M. Esquiú       | Belgrano        | 21 de julio | 16:15 |
| Libre: Santa Rosa |       |                      |                 |             |       |

| Deportivo San Miguel   | 0 - 1 | Sportivo Saujil | Deportivo San Miguel | 27 de julio | 16:30 |
| Fray M. Esquiú         | 1 - 1 | Santa Rosa      | Fray M. Esquiú       | 27 de julio | 16:30 |
| General Lavalle        | 1 - 1 | Belgrano        | General Lavalle      | 28 de Julio | 16:15 |
| Libre: General Navarro |       |                 |                      |             |       |

| Santa Rosa            | - | General Lavalle      |  |  |  |
| Belgrano              | - | Deportivo San Miguel |  |  |  |
| Sportivo Saujil       | - | General Navarro      |  |  |  |
| Libre: Fray M. Esquiú |   |                      |  |  |  |

| General Navarro        | - | Belgrano       |  |  |  |
| Deportivo San Miguel   | - | Santa Rosa     |  |  |  |
| General Lavalle        | - | Fray M. Esquiú |  |  |  |
| Libre: Sportivo Saujil |   |                |  |  |  |

| Fray M. Esquiú         | - | Deportivo San Miguel |  |  |  |
| Santa Rosa             | - | General Navarro      |  |  |  |
| Belgrano               | - | Sportivo Saujil      |  |  |  |
| Libre: General Lavalle |   |                      |  |  |  |

| Santa Rosa      | - | Sportivo Saujil      |  |  |  |
| Fray M. Esquiú  | - | General Navarro      |  |  |  |
| General Lavalle | - | Deportivo San Miguel |  |  |  |
| Libre: Belgrano |   |                      |  |  |  |

| General Navarro             | - | General Lavalle |  |  |  |
| Sportivo Saujil             | - | Fray M. Esquiú  |  |  |  |
| Belgrano                    | - | Santa Rosa      |  |  |  |
| Libre: Deportivo San Miguel |   |                 |  |  |  |

| Fray M. Esquiú       | - | Belgrano        |  |  |  |
| General Lavalle      | - | Sportivo Saujil |  |  |  |
| Deportivo San Miguel | - | General Navarro |  |  |  |
| Libre: Santa Rosa    |   |                 |  |  |  |

| Sportivo Saujil        | - | Deportivo San Miguel |  |  |  |
| Belgrano               | - | General Lavalle      |  |  |  |
| Santa Rosa             | - | Fray M. Esquiú       |  |  |  |
| Libre: General Navarro |   |                      |  |  |  |

| General Lavalle       | - | Santa Rosa      |  |  |  |
| Deportivo San Miguel  | - | Belgrano        |  |  |  |
| General Navarro       | - | Sportivo Saujil |  |  |  |
| Libre: Fray M. Esquiú |   |                 |  |  |  |

| Belgrano               | - | General Navarro      |  |  |  |
| Santa Rosa             | - | Deportivo San Miguel |  |  |  |
| Fray M. Esquiú         | - | General Lavalle      |  |  |  |
| Libre: Sportivo Saujil |   |                      |  |  |  |

| Deportivo San Miguel   | - | Fray M. Esquiú |  |  |  |
| General Navarro        | - | Santa Rosa     |  |  |  |
| Sportivo Saujil        | - | Belgrano       |  |  |  |
| Libre: General Lavalle |   |                |  |  |  |

|  |

## Segunda Fase

### Cuadro de desarrollo
|  | Semifinales | Semifinales | Semifinales |  |  | Final | Final | Final |  |
|  |             |             |             |  |  |       |       |       |  |
|  |             |             |             |  |  |       |       |       |  |
|  |             |             |             |  |  |       |       |       |  |
|  |             |             |             |  |  |       |       |       |  |
|  |             |             |             |  |  |       |       |       |  |
|  |             |             |             |  |  |       |       |       |  |
|  |             |             |             |  |  |       |       |       |  |
|  |             |             |             |  |  |       |       |       |  |
|  |             |             |             |  |  |       |       |       |  |
|  |             |             |             |  |  |       |       |       |  |
|  |             |             |             |  |  |       |       |       |  |
|  |             |             |             |  |  |       |       |       |  |
|  |             |             |             |  |  |       |       |       |  |

### Semifinales
|  |  | - |  |             |
|  |  |   |  | Árbitro(s): |

|  |  | - |  |             |
|  |  |   |  | Árbitro(s): |

### Final
|  |  | - |  |             |
|  |  |   |  | Árbitro(s): |

## Estadísticas

### Goleadores
| Jugador                    | Equipo                | Goles |
| -------------------------- | --------------------- | ----- |
| Federico Castro            | General Lavalle       | 3     |
| Juan Galíndez              | Jorge Newbery         | 3     |
| Matías Ortega              | General Navarro       | 3     |
| William Ramírez            | Fray Mamerto Esquiú   | 3     |
| Adrián Argañaráz           | Fray Mamerto Esquiú   | 2     |
| Claudio Solohaga           | Independiente (C)     | 2     |
| Denis Toledo               | Fray Mamerto Esquiú   | 2     |
| Emanuel Cano               | General Navarro       | 2     |
| Enzo Carrizo               | San Lorenzo (P)       | 2     |
| Enzo Leyes                 | San Lorenzo (P)       | 2     |
| Franco Nieva               | Santa Rosa            | 2     |
| Gabriel González           | San Lorenzo (P)       | 2     |
| Héctor Nieva               | Unión Obrera          | 2     |
| Iván Pereyra               | Deportivo San Miguel  | 2     |
| Jorge Carrizo              | Jorge Newbery         | 2     |
| Karim Nieva                | Independiente (C)     | 2     |
| Marcelo Ramos              | Santa Rosa            | 2     |
| Rafael Segura              | Juan Bautista Alberdi | 2     |
| Valentín Toledo            | Santa Rosa            | 2     |
| Actualizado al 2 de agosto |                       | 2     |

| Adrián Muro         | Belgrano             | 1 |
| Alfredo Calderón    | Jorge Newbery        | 1 |
| Carlos Montivero    | Belgrano             | 1 |
| Daniel Herrera      | River Unido          | 1 |
| Daniel Segovia      | San Lorenzo (P)      | 1 |
| Eduardo Mourreale   | Fray Mamerto Esquiú  | 1 |
| Elmer Castro        | General Lavalle      | 1 |
| Exequiel Carrizo    | San Lorenzo (P)      | 1 |
| Facundo Casas       | Unión Obrera         | 1 |
| Facundo Centeno     | Jorge Newbery        | 1 |
| Gabriel Segovia     | Deportivo San Miguel | 1 |
| Gonzalo Carrizo     | Fray Mamerto Esquiú  | 1 |
| Gustavo Barrionuevo | Santa Rosa           | 1 |
| Héctor Centeno      | Sportivo Saujil      | 1 |
| Horacio Toledo      | Belgrano             | 1 |
| Jacinto Ortega      | General Navarro      | 1 |
| Jesús Atencio       | River Unido          | 1 |
| Juan Rodríguez      | Fray Mamerto Esquiú  | 1 |
| Kevin Carrizo       | General Lavalle      | 1 |
| Lucas Atencio       | River Unido          | 1 |
| Matías Nieva        | Unión Obrera         | 1 |
| Nahuel Garay        | River Unido          | 1 |
| Néstor Calderón     | Sportivo Saujil      | 1 |
| Pablo Herrera       | Sportivo Saujil      | 1 |
| Rubén Quipildor     | Jorge Newbery        | 1 |
| Sergio Martínez     | Fray Mamerto Esquiú  | 1 |
| Sergio Nieva        | Deportivo San Miguel | 1 |
| Sergio Toledo       | Belgrano             | 1 |
| William Castro      | San Lorenzo (P)      | 1 |